# Jerzy Piekarzewski
Jerzy Piekarzewski (ur. 5 lutego 1934 w Warszawie, zm. 31 marca 2024) – polski działacz sportowy i społeczny, honorowy prezes Polonii Warszawa.

## Życiorys
Urodził się w Warszawie jako drugie dziecko Kazimierza (sierżanta Armii Krajowej) i Natalii Piekarzewskich. W 1940 przeprowadził się wraz z rodziną do kamienicy przy ul. Wolskiej 59, skąd pochodzi jego pseudonim „Pekin” (w gwarze warszawskiej jest to określenie przeludnionej kamienicy czynszowej). Jako dziecko przeżył powstanie warszawskie.
Od 1945 związany z Polonią Warszawa – najpierw jako klubowa „maskotka”, bokser, a następnie działacz i prezes. W 1955 został kierownikiem sekcji piłkarskiej Polonii Warszawa. Następnie pełnił funkcję prezesa klubu. W czasie jego prezesury, w 1991 klub uzyskał awans II ligi, a rok później do I ligi (najwyższego poziomu rozgrywkowego). W 1999 został wyróżniony tytułem honorowego prezesa klubu.
Był założycielem Fundacji na Rzecz Rozwoju i Promocji Sportu Młodzieżowego oraz inicjatorem turnieju piłkarskiego dla dzieci – Międzynarodowego Turnieju Piłkarskiego o Puchar Pamięci Małego Powstańca.
Zmarł 31 marca 2024 w wieku 90 lat.

## Odznaczenia i wyróżnienia
- Zasłużony dla Warszawy (2004)[8]
- Nagroda Miasta Stołecznego Warszawy (2009)[9]
- Medal 100-lecia MZPN (2023)[10]